# Josep Vila Closes
Josep Vila i Closes fou un pintor nascut a Manresa el 4 de gener de 1921, i hi morí el 14 d'abril de 2005. Feu els seus estudis de pintura a l'Escola d'Arts i Oficis de Manresa, tenint per professors Anselm Corrons, Tomàs Boix, Alfred Figueres i Evarist Basiana. Gràcies a ell l'any 1939 es crea el Grup del Remei, grup d'artistes manresans molt actius.
La seva primera exposició fou l'any 1945, a la sala Verge de Manresa. L'any 1948 exposà la seva obra a Barcelona. La seva primera incursió a la ciutat comtal ja li va valdre una petita notícia a La Vanguardia: Vila Closas, en Galerías Franquesa. El 1949 exposà a la Galeria d'Art Vergé de Manresa.
Va fer nombroses exposicions tant a la seva ciutat, Manresa, com a Catalunya i a Espanya. Entre altres:
- El novembre de 1978 realitzà la seva primera exposició antològica, dibuixos i pintures realitzats entre el 1940 i el 1977, a la sala d'exposicions de la Caixa d'Estalvis i Mont de Pietat de Barcelona, a Manresa.[6]
- El 3 de novembre de 1979 La Vanguardia tornà a parlar de l'obra del pintor amb motiu d'una altra exposició a Barcelona, a la sala Bona Nova.[7]
- L'octubre de 1981 exposà els seus olis a la sala d'exposicions de l'Agrupació Folklòrica de Molins de Rei.[8]
- El novembre de 1981 inaugurà una exposició a la Galeria d'Art del Gall, de Sant Cugat del Vallès.[9]
- L'octubre de 1985 exposà a la Sala d'Art Roma, de Vilassar de Mar.[10]
- El 7 de març de 1988 s'inaugurà una exposició d'olis d'en Vila Closes a la Sala d'Art Princesa Setze de Barcelona.[11]

Va obtenir infinitat de premis amb els seus paisatges i les seves marines, plenes de llum i de color. Segurament el seu primer reconeixement fou el 1955 amb el Premi Pintura del III Salón de Otoño, de Manresa.
La seva és una pintura fortament arrelada a la terra, com la seva actitud cívica i patriòtica, que en els darrers anys li va ser reconeguda amb la concessió de la Medalla de la Ciutat de Manresa, el premi Oleguer Bisbal i el premi Estelada.

## Homenatges i premis
- El 21 d'abril de 2001 és homenatjat per una desena de joves artistes bagencs, a través d'una intervenció artística i una exposició.[13]
- Medalla d'or de la ciutat de Manresa 2001[14]
- Premi Bages de cultura 2003, atorgat per Òmnium Cultural al saló de sessions de l'Ajuntament de Manresa, el 28 de novembre de 2003.
- Ja de manera pòstuma, l'any 2008, l'Associació de Veïns de la Barriada Saldes-Plaça de Catalunya va recollir més de mil signatures perquè el nou parc del barri portés el nom de “Parc pintor Vila Closes”, el qual es va inaugurar el dissabte 17 d'octubre de 2009[15]

L'any 2015, passats deu anys de la mort de l'artista, es va retre homenatge a l'artista amb una sèrie d'activitats:
- A la primavera, el 24 de març es va presentar, a l'Auditori de la Plana de l'Om de Manresa, el llibre Vila Closes. Un home i un artista lliure, de Francesc Comas i Pere Sobrerroca, editat per Zenobita Edicions[16]
- El 25 d'abril es va inaugurar una escultura en memòria seva, de l'escultor manresà Ramon Oms, situada a la cruïlla de l'avinguda de Tudela i del carrer de Miquel Martí i Pol[17]
- L'estiu del mateix 2015, es va inaugurar l'exposició “Vila Closes. Un home i un artista lliure”, a la sala d'exposicions del Centre Cultural el Casino de Manresa. Exposició organitzada per la família Vila Roca i l'Ajuntament de Manresa, que es va poder visitar del 28 d'agost al 25 d'octubre[18]